# Nealeurodicus altissimus
Nealeurodicus altissimus là một loài côn trùng cánh nửa trong họ Aleyrodidae, phân họ Aleurodicinae.
Nealeurodicus altissimus được Quaintance miêu tả khoa học đầu tiên năm 1900.